# 3-포스포글리세르산
3-포스포글리세르산(영어: 3-phosphoglycerate)은 생화학적으로 중요한 3개의 탄소로 이루어진 유기 화합물로 해당과정과 캘빈 회로의 대사 중간생성물이다. 3-포스포글리세르산은 캘빈 회로에서 언급될 때 종종 3PG라고 불리기도 한다. 캘빈 회로에서 3-포스포글리세르산은 CO2 고정 과정에서 형성된 불안정한 6탄소 중간생성물의 자발적인 분해의 산물이다. 따라서 1분자의 CO2와 1분자의 리불로스 1,5-이중인산(RuBP)이 반응하여 2분자의 3-포스포글리세르산(3PG)가 생성된다.

## 해당과정
|  |

이 단계는 포스포글리세르산 키네이스가 촉매하는 반응으로 1,3-비스포스포글리세르산에서 인산기를 전이해서 3-포스포글리세르산과 ATP를 형성한다.
|  |

포스포글리세르산 뮤테이스는 3-포스포글리세르산을 2-포스포글리세르산으로 이성질화시킨다.

## 캘빈 회로
3-포스포글리세르산(3PG)은 캘빈 회로 또는 C3 회로에서 생성되는 첫 번째 화합물이다. 3-포스포글리세르산은 쉽게 환원되는 반응성 생체 분자이다. 캘빈 회로에서 CO2가 리불로스 1,5-이중인산(RuBP)과 결합한 후 나누어져 2분자의 3-포스포글리세르산(3PG)가 된다. 이 과정에 루비스코(RuBisCO)가 관여한다.

## 아미노산 합성
3-포스포글리세르산(3PG)는 또한 세린 합성의 전구물질이기도 하며, 세린은 다시 시스테인과 글리신을 생성하는데 사용될 수 있다.

## 같이 보기
- 2-포스포글리세르산